# 간나리정
간나리정(金成町)은 일본 미야기현 구리하라군에 있었던 정이다. 2005년까지 미야기현 구리하라군에 있었던 정이다. 캐치프레이즈는 '건강하고 풍요로운 생활을 할 수 있는 마을, 간나리 정'. 구리하라시의 일부에 해당한다.

## 지리
미야기현의 최북부, 이와테현과의 현 경계에 위치한다. 마을의 북부가 구릉지, 중부, 남부가 평지이다. 마을의 남부를 서쪽에서 동쪽으로 미사코강이 흐른다.

## 역사
조몬시대, 고훈시대의 유적이 많이 발견되고 있다. 헤이안 후기에는 오슈 후지와라씨의 지배하에 들어갔다. 남북조 시대에는 쓰쿠모바시 성이 남조 기타바타케 아키노부의 거점이 되었다. 에도시대에 센다이 번의 지배 하에 들어가면서 가네나리에게 미사코가와 유역을 지배하는 대관소가 설치되었다. 또 오슈가도의 사와베, 간나리, 유카베쥬쿠가 있다.
- 1889년 4월 1일 - 정촌제 시행과 함께 간나리촌이 단독으로 촌제를 시행하였다.
- 1955년 4월 1일 - 사와베촌, 쓰쿠모촌, 하기노촌과 합병해 간나리정이 되었다.
- 2005년 4월 1일 - 우치젠마치촌과 합병해 구리하라시가 되었다.

## 교통

### 철도
- 동일본 여객철도 도호쿠 본선

### 도로
- 도호쿠 자동차도
- 국도 4호선